# 格羅斯峰
46°29′11.9″N 7°54′39.2″E / 46.486639°N 7.910889°E

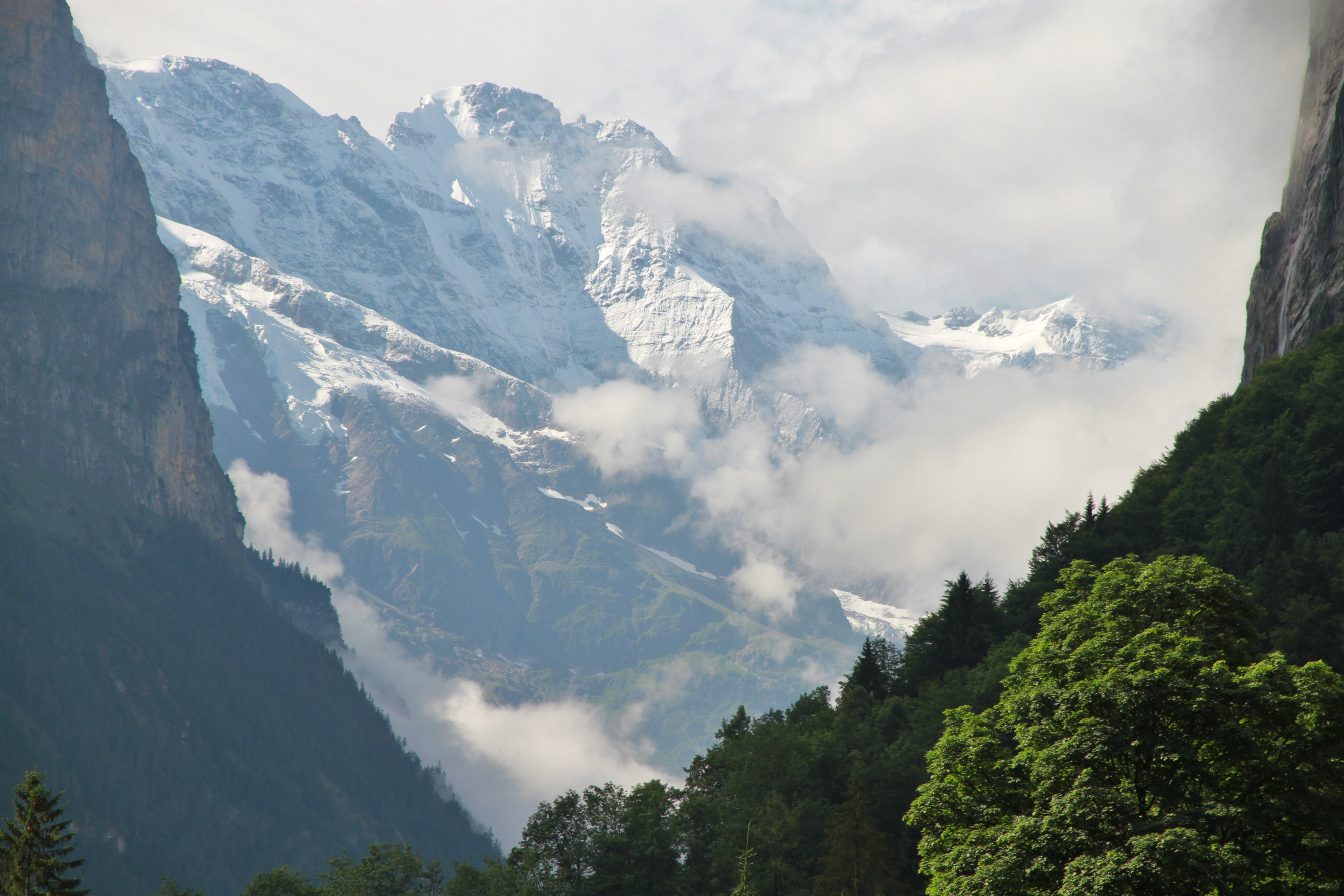

格羅斯峰（德語：Grosshorn）是瑞士伯恩州和瓦萊州的山峰，位於該國南部，屬於伯尔尼山的一部分，處於劳特布伦嫩以南約14公里，海拔高度3,754米。

## 外部連結
- Grosshorn on Hikr （页面存档备份，存于）